# MRTイブニング・ニュース
『MRTイブニング・ニュース』（エムアールティー イブニング・ニュース、タイトルロゴの表記は「MRT eNEWS」）は、宮崎放送（MRTテレビ）で放送されていた宮崎県向けのローカルワイドニュース番組である。放送時間は毎週月曜 - 金曜 18:16 - 18:55 （日本標準時）。

## 概要
番組は、TBSの『イブニング・ファイブ』および『JNNイブニング・ニュース』と同じく2005年3月28日に放送開始。九州のJNN系列局のローカルニュース番組で唯一タイトルに「イブニング・ニュース」を冠していた。
番組はローカルニュース以外にも、スポーツニュースのコーナー、「ヤン坊マー坊天気予報」のコーナー、特集コーナーなど、1974年から長らく放送されていた前番組『MRTニュースワイド』の流れを汲んだ内容で放送。スポーツニュースのコーナータイトルも前番組のそれと同じく「フレッシュEYE」だった。また、前番組から引き続き放送内容の一部を動画配信していた（視聴にはWindows Media PlayerまたはRealPlayerが必要）。
オープニング映像は、当初はニュース映像やスタジオにタイトルロゴを載せるものであった。地上デジタル放送の開始後もしばらく同様であったが、2007年4月2日からはハイビジョンに対応した専用の映像が用意された。
2008年3月31日からは、『イブニング・ファイブ』のロゴリニューアルに合わせてオープニングCGがマイナーチェンジされ、日付が入るようになった。
番組はTBSの『イブニング・ファイブ』および『JNNイブニング・ニュース』が『総力報道!THE NEWS』へとリニューアルするのに伴い、2009年3月27日放送分をもって終了した。後番組は『MRT THE NEWS』。

## 歴代出演者

### キャスター
『MRTニュースワイド』から一新され、呼称も「アンカーマン」から「キャスター」となった。全員出演当時を含め宮崎放送のアナウンサー。
| 期間                          | 月曜日             | 火曜日             | 水曜日           | 木曜日             | 金曜日             |                  |
| ----------------------------- | ------------------ | ------------------ | ---------------- | ------------------ | ------------------ | ---------------- |
| 2005年3月28日 - 2007年3月30日 | 田中正訓・川島恵   | 田中正訓・川島恵   | 川野武文・山田舞 | 川野武文・山田舞   | 川野武文・山田舞   |                  |
| 2007年4月2日 - 2008年3月28日  | 粉川真一・川島恵   | 粉川真一・川島恵   | 川野武文・川島恵 | 川野武文・松崎美保 | 川野武文・松崎美保 |                  |
| 2008年3月31日 - 2008年9月26日 | 粉川真一・川島恵   | 粉川真一・川島恵   | 粉川真一・川島恵 | 川野武文・松崎美保 | 川野武文・松崎美保 |                  |
| 2008年9月29日 - 2009年3月27日 | 粉川真一・竹内真理 | 粉川真一・竹内真理 | 粉川真一・川島恵 | 川野武文・川島恵   | 川野武文・川島恵   | 川野武文・川島恵 |

### フレッシュEYE（スポーツコーナー）
- 松尾恵子（『MRTニュースワイド』から続投 - 2008年3月28日）
- 大坪雅代（『MRTニュースワイド』から続投 - 2008年9月24日）
- 伊藤明日香（2007年4月5日 - 2008年3月28日）
- 椎木麻衣（2008年3月31日 - 『MRT THE NEWS』に続投）
- 下登彩（2008年5月1日 - 9月26日、『MRT THE NEWS』でも2009年4月から半年間スポーツキャスターを務めた）
- 榎木まい（2008年9月29日 - 『MRT THE NEWS』に続投）
- 石川晴恵（2008年10月2日 - 2009年3月27日）

### 天気予報
- 野田俊一郎（気象予報士、『MRTニュースワイド』から続投 - 『MRT THE NEWS』に続投）

## 備考
宮崎日日新聞は2005年11月2日付のテレビ欄で、この番組の放送内容（サブタイトル）を本来「観光客誘致を!!韓国でトップセールス」と表記すべきところを「観光客拉致を!!」と表記してしまったことがある（誤植#報道での誤植参照）。